# 堀田真由
堀田 真由（ほった まゆ、1998年〈平成10年〉4月2日 - ）は、日本の女優、ファッションモデル、タレント。滋賀県出身。アミューズ所属。

## 来歴
成島出監督による2部作映画『ソロモンの偽証』の主人公・藤野涼子役を選出するために行われた大規模なオーディションに応募し、書類選考・2次審査を経て滋賀から単身で上京。東映東京撮影所での合宿に参加し、最終選考の5人にまで残ったが落選する。その時に芸能事務所のスカウトもあったが、2014年にアミューズで5年ぶりに行われた新人発掘イベント「オーディションフェス2014」に自ら応募し、3万2214人の中からWOWOWドラマ賞を受賞した。
2015年、事務所の先輩の仲里依紗が主演するWOWOW連続ドラマW『テミスの求刑』で、仲が演じる平川星利菜の妹の穂乃果役でデビューする。同年4月から東京の学校に転入した。
2017年度後期のNHK連続テレビ小説『わろてんか』で、主人公の妹・りんの役を演じる。『わろてんか』出演中には大阪・南警察署の一日署長や、第63回びわ湖開きで大型観光船「ミシガン」の一日船長も務めた。
2020年1月20日発売の女性ファッション誌『non-no』（集英社）2020年3月号より専属モデルに起用される。4月、結婚情報誌『ゼクシィ』（リクルート）の13代目CMガールに選ばれる。
2022年3月公開のアニメ映画『ブルーサーマル』で声優に初挑戦。主人公・都留たまき役を演じた。
2022年のNHK大河ドラマ『鎌倉殿の13人』で、主人公・北条義時の二番目の妻・比奈を演じた。
2023年3月29日、ファースト写真集『MY』（集英社、撮影：松岡一哲）を発売。
2024年春より、TBS SDGs大使を務める。
2025年5月20日発売の7・8月合併号をもって5年間務めた『non-no』専属モデルを卒業。

## 人物
映画『るろうに剣心』を見て、芸能界を目指し始める。2021年には『るろうに剣心 最終章 The Beginning』に幾松役で出演した。
特技はバレエで6歳から10年間バレエ教室に通っており、「オーディションフェス2014」の決勝でも披露した。
普通自動二輪車免許を取得。
他のベテラン俳優である共演者やナポレオン映画作品の影響で2023年（令和5年）頃から毎朝のコーヒーを飲む生活習慣があり、好きな食べ物はタン塩と純喫茶で飲むメロンソーダ。

## エピソード
『わろてんか』ヒロインの最終オーディションを仕事の都合で辞退した事に対し、「当時はすごく悔しかったです。ちょうど主演の作品を撮るタイミングとかぶってしまって……。何より挑戦することができないというのが悔しかったです。でも、その後に（妹役で）連絡をいただきました。もちろん、最終審査に行っていたらどんな未来が待っていたのかなという思いもあります。ですが、行かなかったから今につながっている部分もあるので、良かったのかなと思っています。」と語った。

## 出演
主演作品は役名を太字で表示

### テレビドラマ
- テミスの求刑（2015年5月10日 - 5月31日、WOWOW） - 平川穂乃果 役
- 相棒 season14 第2話「或る相棒の死」（2015年10月21日、テレビ朝日） - 千原麻衣 役
- 家売るオンナ 最終話（2016年9月14日、日本テレビ） - 望月カンナ 役
- 獄門島（2016年11月19日、NHK BSプレミアム） - 鬼頭月代 役[26]
- コールドケース 〜真実の扉〜 第7話（2016年12月3日、WOWOW） - 瀬谷聖（中学生時代） 役[27]
- ホクサイと飯さえあれば 第3話、第6話（2017年2月5日、MBS / 2017年2月7日、TBS） - 根津アミ 役[28]
- 母、立ちあがる〜認知症のわたし と、あなたと〜（2017年3月29日、NHK総合） - 真理子 役[29]
- 連続テレビ小説（NHK）
  - わろてんか（2017年10月9日 - 2018年3月31日） - 藤岡（波多野）りん 役[10]
    - ラブ＆マンザイ〜LOVE and MANZAI 第4話 「勘当のフィナーレ」（2018年4月21日、BSプレミアム）

  - エール 第14回・第15回（2020年4月16日・17日） - 志津（とみ）役[30]
- オー・マイ・ジャンプ! 〜少年ジャンプが地球を救う〜 第7話（2018年2月24日、テレビ東京） ‐ 水川沙莉 役[31]
- チア☆ダン（2018年7月13日 - 9月14日、TBS） - 稲森望 役[32]
- 3年A組-今から皆さんは、人質です-（2019年1月6日 - 3月10日、日本テレビ） - 熊沢花恋 役[33]
- さすらい温泉♨遠藤憲一 第五湯（2019年2月14日、テレビ東京） - 笠木澄恵（若かりし頃） 役[34]
- 白衣の戦士! 第2話（2019年4月17日、日本テレビ） - 杉野真理子 役[35]
- べしゃり暮らし（2019年7月27日 - 9月14日、テレビ朝日） - 土屋奈々 役[36]
- ブラック校則（2019年10月14日 - 11月25日、日本テレビ） - 三池ことね 役
- 受験ゾンビ（2019年10月20日、フジテレビTWO） - 加藤瀬那 役[37]
- シャーロック 第6話・第8話（2019年11月11日・25日、フジテレビ） - 安蘭世津子 役[38]
- ニッポンノワール-刑事Yの反乱- 第7話（2019年11月24日、日本テレビ） - 熊沢花恋 役[注 1][40]
- 恋はつづくよどこまでも（2020年1月14日 - 3月17日、TBS） - 菅野海砂 役[41]
- 死にたい夜にかぎって 第4話（2020年3月16日、MBSテレビ / 2020年3月18日、TBS） - 紺野さん 役[42]
- いとしのニーナ（2020年7月18日 - 9月5日、フジテレビ） - ヒロイン・青田新名 役[43]
- SUITS／スーツ Season2 第8話（2020年8月31日、フジテレビ） - 矢代千夏 役[44]
- 危険なビーナス（2020年10月11日 - 12月13日、TBS） - 支倉百合華 役[45]
- 殺意の道程（2020年11月10日 - 12月22日、WOWOWプライム） - ヒロイン・このは 役[46]
- 死との約束（2021年3月6日、フジテレビ） - 本堂鏡子 役[47]
- サロガシー（2021年3月25日（24日深夜）、フジテレビ） - 主演・江島環 役[48][49][50]
- 恋はDeepに 第3話（2021年4月28日、日本テレビ） - 真壁雪乃 役[51]
- 言霊荘（2021年10月9日 - 12月18日、テレビ朝日）  - 小宮山綾子 役[52]
- ラジエーションハウスII〜放射線科の診断レポート〜 第3話（2021年10月18日、フジテレビ）  - 宮本すみれ 役[53]
- ほんとにあった怖い話 2021特別編「事故物件A」（2021年10月23日、フジテレビ） - ヒロイン・野々村良美 役[54]
- 正月時代劇 幕末相棒伝（2022年1月3日、NHK総合・NHK BS4K） - ヒロイン・おしの 役[55]
- 木のストロー（2022年2月26日、フジテレビ） - 主演・若木陽菜 役[56][57]
- 正体（2022年3月12日 - 4月2日、WOWOW） - 酒井舞 役[58][59]
- クロステイル 〜探偵教室〜（2022年4月9日 - 5月28日、東海テレビ・フジテレビ） - ヒロイン・芹沢朋香 役[60]
- 大河ドラマ 鎌倉殿の13人　第22回 - 第32回（2022年6月5日 - 8月21日、NHK） - 比奈（北条義時の正室） 役[61][62][63][64]
- 椅子 第3話「海へ」（2022年6月10日、WOWOW） - 杏奈 役[65]
- オカルトの森へようこそ（2022年7月22日 - 8月26日、WOWOW） - 主演・市川美保 役[66]
- 祈りのカルテ 研修医の謎解き診察記録 第4話（2022年10月29日、日本テレビ） - 工藤香織 役[67]
- 大奥「徳川家光×万里小路有功 編」（2023年1月10日 - 、NHK総合） - ヒロイン・徳川家光 役[68]
- イチケイのカラス スペシャル（2023年1月14日、フジテレビ） - 佐倉朝子 役[69]
- 風間公親-教場0-（2023年4月10日 - 6月19日、フジテレビ） - 伊上幸葉 役[70]
- 藤子・F・不二雄 SF短編ドラマ『流血鬼』（2023年4月30日、NHK BSプレミアム・NHK BS4K） - ヒロイン・少女A 役[71]
- ああ、ラブホテル 〜秘密〜 第3話「落とせたら10万円」（2023年6月2日、WOWOW） - ヒロイン・太田ユリカ 役[72]
- CODE-願いの代償-（2023年7月2日 - 9月3日、読売テレビ・日本テレビ） - 三宅咲 役[73]
- たとえあなたを忘れても（2023年10月22日 - 12月17日、朝日放送テレビ） - 主演・河野美璃 役[74]
- OZU 〜小津安二郎が描いた物語〜 第4話「淑女と髯」（2023年12月3日、WOWOW） - ヒロイン・広子 役[75]
- アンチヒーロー（2024年4月14日 - 6月16日、TBS） - ヒロイン・紫ノ宮飛鳥 役[76][77]
- 若草物語-恋する姉妹と恋せぬ私-（2024年10月6日 - 12月15日、日本テレビ） - 主演・町田涼 役[78][79]
- 御上先生 第2話 - 最終話（2025年1月26日 - 3月23日、TBS） - 真山弓弦 役[80]
- 僕達はまだその星の校則を知らない（2025年7月14日 - 、関西テレビ・フジテレビ） - 幸田珠々 役[81][82]

### Web配信ドラマ
- &美少女 NEXT GIRL meets Tokyo 第2話（2017年4月12日、FOD） - 主演・川端奈緒 役
- 3年A組-今から皆さんだけの、卒業式です-（2019年3月10日・17日、Hulu） - 熊沢花恋 役[83]
- 深夜食堂 -Tokyo Stories Season2- 第7話「きつねうどん」（2019年、Netflix） - アキナ 役
- いとしのニーナ（2020年5月18日 - 7月6日、FOD） - ヒロイン・青田新名 役[84]
- かぐや様は告らせたい〜天才たちの恋愛頭脳戦〜 ミニ（2021年6月1日、Amazonプライム・ビデオ） - 早坂愛 役
- ある視点〜もう一つの言霊荘〜 3.5話「ある視点〜2号室 栞・3号室 綾子編〜嘘つき」（2021年10月23日、AbemaTV） - 小宮山綾子 役

### 映画
- 全員、片想い 嘘つきの恋（2016年7月2日） - ミサキ 役
- 超高速!参勤交代リターンズ（2016年9月10日） - 小梅 役[85]
- ママ、ごはんまだ?（2017年2月11日） - 一青妙（中学生時代） 役[注 2]
- トモシビ〜銚子電鉄の小さな奇蹟〜（2017年5月20日） - 松尾奈月 役[86]
- 狂い華 「呪いうつり」（2017年10月14日） - 主演・真梨 役[注 3][87]
- 虹色デイズ（2018年7月6日） - ゆきりん（浅井幸子） 役[88][89]
- 36.8℃ サンジュウロクドハチブ（2018年7月7日） - 主演・前田若菜 役[注 4][90][91]
- あの日のオルガン（2019年2月22日） - 堀之内初江 役[92]
- プリズン13（2019年8月30日） - 主演・マリ 役[93]
- かぐや様は告らせたい〜天才たちの恋愛頭脳戦〜（2019年・2021年） - 早坂愛 役
  - かぐや様は告らせたい〜天才たちの恋愛頭脳戦〜（2019年9月6日）[94]
  - かぐや様は告らせたい〜天才たちの恋愛頭脳戦〜 ファイナル（2021年8月20日）
- 超・少年探偵団NEO -Beginning-（2019年10月25日） - ヒロイン・明智小夜 役[95]
- 108〜海馬五郎の復讐と冒険〜（2019年10月25日） - 赤井美月 役
- ブラック校則（2019年11月1日） - 三池ことね 役[96]
- 殺さない彼と死なない彼女（2019年11月15日） - 堀田きゃぴ子 役[97]
- 劇場版 殺意の道程（2021年2月5日） - ヒロイン・このは 役[98]
- ライアー×ライアー（2021年2月19日） - 野口真樹 役[99]
- るろうに剣心 最終章 The Beginning（2021年6月4日） - 幾松 役
- ハニーレモンソーダ（2021年7月9日） - 菅野芹奈 役[100]
- オカルトの森へようこそ THE MOVIE（2022年8月27日） - 主演・市川美保 役[101]
- バカ塗りの娘（2023年9月1日） - 主演・青木美也子 役[102][103]
- 禁じられた遊び（2023年9月8日） - 平丘麻耶 役[104]
- 翔んで埼玉 〜琵琶湖より愛をこめて〜（2023年11月23日） - 近江美湖 役[105]
- ある閉ざされた雪の山荘で（2024年1月12日） - 笠原温子 役[106][107]
- 劇場版 君と世界が終わる日に FINAL（2024年1月26日） - ヒロイン・羽鳥葵 役[108]

### ショートムービー
- あの子を連れて旅に出たら、わからないことをわかりたくなった話（2021年7月15日 - 、中外製薬公式YouTubeチャンネル） - 主演・美月 役[109]

### 劇場アニメ
- ブルーサーマル（2022年3月4日） - 主演・都留たまき 役[110]

### バラエティ番組
- 坂上どうぶつ王国（2018年10月12日 - 、フジテレビ）[111]
- ウッチャン式（2020年11月28日、TBS） - MCアシスタント[112]

### MV
- 井上苑子「君との距離」（2016年7月）[113]
- LAMP IN TERREN「涙星群の夜」（2017年3月15日 - ）[114]
- 遊助「俺と付き合ってください。」（SHORT VER.）（2018年10月24日 - ）[115]
- 崎山蒼志「国」（2018年12月4日 - ）[116]
- SHE'S「追い風」（2021年1月29日 - ）[117]
- 銀杏BOYZ「GOD SAVE THE わーるど」（2021年6月10日 - ）
- 藤原さくら「話そうよ」（2023年5月17日）[118]
- 大泉洋「あの空に立つ塔のように」（2023年12月18日 - ）[119]
- りりあ。「幸せな約束。」（2025年1月15日 - ）[120]

### 広告・CM
- 任天堂 「Miitomo」（2016年4月1日 - ）[121][122][注 5]
- ミサワホーム 「デザイン邸宅」 「流山K篇」（2016年5月 - ）[注 6][122][125]
- Honda 「バイクが、好きだ。」“自由の翼”シリーズ[122][126]
  - 「女子高生」篇（2016年7月 - ）
  - 「男友達」篇（2016年9月 - ）
  - 「気づき」篇（2017年10月4日 - ）
- おんせん県おおいた「シンフロ」 「ゆけ、シンフロ部!」篇（2016年） -　マユ 役[127][128]
- 花王「ビオレさらさらパウダーシート」（2016年）[122]
- AOKI フレッシャーズ家族篇（2017年2月 - ）[129]
- P&G ファブリーズ（2017年10月 - ）[130][131]
  - ファブリーズMEN 「出勤」篇
  - ファブリーズMEN 「焼肉ランチ」篇
  - ファブリーズMEN 「喫煙室」篇
  - ファブリーズMEN 「雨」篇
  - ファブリーズMEN 「頑張るMEN」篇
  - ファブリーズMEN 「焼肉ランチ改」篇
- よみうりランド ジュエルミネーション2017 「ドラマティック・ジュエルミネーション」篇（2017年11月10日 - ）[132][133]
- 味の素 クノール カップスープ 「母と娘の二人三脚篇」（2018年1月9日 - ）[134]
- 富士フイルム Lunamer（2018年春 - ）[注 7][135]
- アサヒグループ食品 「MINTIA」[136]
  - 「登場」篇（2018年3月2日 - ）[注 8]
  - 「父の日」篇（2018年5月21日 - ）[137][138]
- コクーンシティ（2018年4月19日 - ）[139]
- 株式会社パブレ（2018年9月1日 - ）[140][141]
- JCOM （2019年8月 - 、安田顕と共演）[142]
- リクルート「ゼクシィ」（2020年4月 -2022年 ）[14]
- 武田コンシューマーヘルスケア「ベンザブロックプレミアム」（2020年9月 - ）[143]
- 江崎グリコ
  - 「アイスの実」（2021年6月1日 - ）[144]
  - 「パピコ」（2022年4月29日 - ）[145]
- ニッポンレンタカー （2021年4月1日 - ）
- 大阪ガス さがする (2021年8月 - ）[146]
- 西武鉄道 4代目イメージキャラクター（2022年3月18日 - ）[147]
- 日立ビルシステム「昇降機（エレベーター・エスカレーター）の保全サービス」（2022年10月6日 - ）[148][149]
- アイリスオーヤマ 「MiCOLA」（2022年11月18日 - ）[150]
- ニベア花王「8×4」（2023年3月24日 - ）[151]
- 『風間公親-教場0-』×SpotifyコラボCM（2023年5月15日）[152]
- サッポロビール「サッポロ生ビール ナナマル」（2023年10月17日 - ）[153]
- キリンビール「キリン氷結」（2025年7月14日 - ）[154]

## 書籍

### 雑誌
- non-no（集英社、2020年3月号 - 2025年7・8月合併号） - 専属モデル[13][19]

### 写真集
- 堀田真由ファースト写真集『MY』（集英社、2023年3月29日発売、ISBN 978-4-08-790103-0）[16]

## 受賞歴
2014年
- アミューズオーディションフェス2014 WOWOWドラマ賞

2024年
- 第45回ヨコハマ映画祭 最優秀新人賞（『バカ塗りの娘』）
- エランドール賞「新人賞（TVガイド賞）」
- 第120回ザテレビジョンドラマアカデミー賞 助演女優賞（『アンチヒーロー』）